# Tour de Deaul
La tour de Deaul est une maison forte, citée depuis 1340, située sur la commune de Revonnas, dans le département de l'Ain en région Auvergne-Rhône-Alpes.
Elle est inscrite au titre des monuments historiques par arrêté du 11 juin 2003.

## Localisation
La maison forte est située dans le département français de l'Ain, sur la commune de Revonnas. Elle est située dans un petit parc ceint de murs au cœur du village.

## Historique
Elle passe pour avoir été construite par Jean de la Balme, seigneur des Terreaux en 1340. Par la suite, elle fut la propriété de diverses familles : les Maréchal (Mareschal-Meximieux) (1358-1483), Chalant, La Griffonnière (XVIe – XVIIe siècles), Parpillon de Chapelle (XVIIe – XVIIIe siècles), Chossat de Montessuy et Gauthier de Murnans.
Après la Révolution, la tour passa aux de Varine, puis en 1849 à Pierre Churlet.  
Entre 1975 et 2017, Jean-Paul Desbat, architecte des bâtiments de France de l'Ain, et son épouse en ont été les propriétaires.
L'édifice est en cours de restauration (2017-2018)[Passage à actualiser].